# 1960년 동계 올림픽 덴마크 선수단
1960년 동계 올림픽 덴마크 선수단은 미국 스쿼밸리에서 개최된 1960년 동계 올림픽에 참가한 올림픽 덴마크 선수단이다. 스피드스케이팅 선수 쿠르트 스틸레가 유일하게 출전하였으나 메달권 진입에는 실패하였다.

## 스피드스케이팅
남자
| 종목    | 선수          | 기록    | 기록 |
| 종목    | 선수          | 시간    | 순위 |
| ------- | ------------- | ------- | ---- |
| 1500m   | 쿠르트 스틸레 | 2:15.8  | 13   |
| 5000m   | 쿠르트 스틸레 | 8:33.0  | 27   |
| 10,000m | 쿠르트 스틸레 | 17:00.0 | 17   |

## 참조
- 올림픽 공식 결과 보관됨 2012-02-04 - 웨이백 머신